# Bruno Leuschner
Bruno Max Leuschner, ps. Max, Techniker (ur. 12 sierpnia 1910 w Rixdorfie koło Berlina, zm. 10 lutego 1965 w Berlinie) – wschodnioniemiecki działacz państwowy i partyjny SED, m.in. przew. Państwowej Komisji Planowania i członek Biura Politycznego KC SED.

## Życiorys
Urodził się w rodzinie szewca i krawcowej. Po ukończeniu gimnazjum w Berlinie-Neukölln (1919–1925) Leuschner odbył staż urzędniczy w fabryce odzieżowej Lachmann & Meyer w Berlinie (1925–1928), gdzie następnie pracował jako urzędnik, kalkulator, handlowiec, a ostatnio jako pracownik działu eksportu. Wieczorowo studiował ekonomię, filozofię i psychologię na Wyższej Szkole Lessinga (Lessing-Hochschule) i Uniwersytecie Fryderyka Wilhelma (Friedrich-Wilhelms-Universität), oraz na Marksistowskiej Szkole Robotniczej (Marxistische Arbeiterschule), wszystkie w Berlinie (1928–1931). W 1931 wstąpił do KPD w dzielnicy Berlin-Neukölln, następnie działał w Berlin-Wedding Ost, i od 1933 pełnił funkcje m.in. współpracownika gazety „Der Rote Wedding”. W 1936 Leuschner został aresztowany i skazany w 1937 przez Sąd Rejonowy w Berlinie na karę sześciu lat więzienia za udział w „spisku w celu popełnienia zdrady stanu”, którą odbył w więzieniach Brandenburg-Görden i Sonnenburg. Następnie został uwięziony w obozach koncentracyjnych w Sachsenhausen (1942–1944) i Mauthausen (1944–1945).
Leuschner był zaangażowany w 1945 w utworzenie wydziału gospodarczego KPD, którego następnie był szefem. Jako kier. Wydziału Gospodarki i Finansów Komitetu Centralnego SED, pełnił główną rolę w utworzeniu Niemieckiej Komisji Gospodarczej (Deutschen Wirtschaftskommission) (1947–), gdzie powierzono mu szefostwo, najpierw Wydziału Spraw Gospodarczych, następnie Wydziału Planowania (1948–), a zarazem wiceszefostwo całej komisji ds. planowania. Pełniąc te funkcje, przyczynił się do przygotowania planu półrocznego z 1948 i planu dwuletniego 1949/1950 NRD.
Następnie pełnił funkcję I zastępcy przewodniczącego (1950–1952), przew. Państwowej Komisji Planowania NRD (1952–1961) i przedst. NRD przy RWPG (1952–). Wybrany został członkiem KC SED (1950–1965), zastępcą przew. Izby Ludowej NRD (Volkskammer) (1953–1965), z-cą członka (1953–) i członkiem Biura Politycznego KC SED (1958–1965), z-cą prezesa Rady Ministrów NRD (1955–1965), członkiem Rady Państwa NRD (1960–1963) oraz członkiem Rady Obrony Narodowej (1960–1965). W 1961 na XIII Zjeździe KC SED został usunięty z KC SED z funkcji przew. Państwowej Komisji Planowania NRD, jednocześnie powierzając mu stanowisko ministra odpowiedzialnego za koordynację podstawowych zadań gospodarczych w Kancelarii Prezesa Rady Ministrów NRD, i ponownie stałego przedstawiciela NRD przy RWPG (1962–1965). Z racji sprawowanych funkcji był „skoszarowany” w partyjno-rządowym osiedlu kierownictwa NRD – Osiedlu Leśnym pod Bernau. Jego urna została pochowana na cmentarzu centralnym Friedrichsfelde w Berlinie-Lichtenberg.
Jego imieniem nazwano największą w NRD elektrownię jądrową Greifswald. W 1990 Poczta NRD (Deutsche Post der DDR) wydała okolicznościowy znaczek pocztowy z jego portretem.